# فيليب نويريه
كان فيليب نويريه (Philippe Noiret) (ولِدَ في الأول من أكتوبر عام 1930 بمدينة ليل، فرنسا، ومات في 23 من نوفمبر عام 2006 بمدينة باريس، في فرنسا) ممثلاً في السينما الفرنسية ممثل.

## السيرة الذاتية
كان والد نويريه يعمل بتجارة الثياب، كان نويريه غير مكترث بالدراسة عندما كان طالبًا وكان يدرس في العديد من مدارس باريس المرموقة، بما فيها: ليسيه جانسون دي ساليه (Lycée Janson de Sailly). فشل نويريه أكثر من مرة في اجتياز اختبارات البكالوريا، لذلك قرر أن يدرس المسرح. تدرب في مركز الدراما الغربية (Centre Dramatique de l'Ouest) وتجول مع المسرح الوطني الشعبي لمدة سبع سنوات، حيث قابل مونيك تشاوميتي (Monique Chaumette) وتزوجها عام 1962. وأثناء هذه الفترة طور نويريه من مسيرته كفنان من خلال عمله كممثل هزلي بملهى ليلي وقام بعمل ثنائي مع جان بيير داراس (Jean-Pierre Darras)، لعب فيه دور لويس الرابع عشر وقد كان يرتدي شعرًا مستعارًا بإسراف خلاف داراس كما كان يفعل الكاتب المسرحي جان راسين (Jean Racine). وقد كان الثنائي نويريه وداراس يسخران في هذه الأدوار من سياسات شارل ديغول (Charles de Gaulle)، وميشال دوبريه (Michel Debré) وأندريه مالرو (André Malraux).
وكان أول ظهور لنويريه على الشاشة عام (1949) بدورٍ غير مُقدر في فيلم جيجي (Gigi). وفي عام 1955، ظهر في فيلم La Pointe Courte من إخراج أنياس فاردا (Agnès Varda). وقالت عنه لاحقًا - «اكتشفت فيه فيضًا من الموهبة نادرًا ما توجد في ممثلٍ صغير». وظهر نويريه بشكل رياضي وقصة شعر على شكل طبق البودنغ، ولعب دور شاب مُتيم في ميناء الصيد الجنوبي في بلدية سيت (Sète). واعترف لاحقًا: «لقد كنت خائفًا لدرجة أني تصلبت وتخبطت في طريقي على مدار الجزء الذي ظهرت فيه - لقد كنت غائبًا تمامًا في الفيلم». ولم يقم نويريه بأي دورٍ آخر حتى عام 1960 حين شارك في زازي في المترو (Zazie dans le métro). بعد أن قام بأدوار ثانية في فيلم المخرج جورج فرانيو (Georges Franju) Thérèse Desqueyroux عام 1962، وفيلم Le Capitaine Fracasse، المقتبس من المغامرة الرومانسية للشاعر والروائي الفرنسي تيوفيل جوتيه (Théophile Gautier)، أصبح بعد ذلك يظهر بشكلٍ منتظم على الشاشة الفرنسية، دون أن يلعب أدوارًا أساسية حتى شارك في فيلم La Vie de château من إخراج جان بول رابينيه (Jean-Paul Rappeneau) عام 1966، ثم أصبح نجمًا في فرنسا من خلال فيلمه الذي أخرجه إيف روبرت (Yves Robert) Alexandre le Bienheureux
أخبر نويريه الناقد السينمائي جو ليدون (Joe Leydon) أثناء مهرجان كان السينمائي عام 1989 «عندما بدأت نجاحاتي تتوالى في مجال الأفلام، كان ذلك بمثابة المفاجأة الكبيرة لي، فقد كان أقصى ما يفكر فيه الممثلون من جيلي—كل من أصبح عمره الآن خمسين أو ستين في الأفلام الفرنسية—جميعنا كنا نفكر في أن نصبح نجوم مسرح. حتى شخصيات مثل جان بول بلموندو (Jean-Paul Belmondo)، جميعنا، لم نفكر مطلقًا أننا سنصبح نجومًا سينمائيين. حيث إني في البداية كنت أقوم بالتمثيل في السينما فقط من أجل المال ولأنهم كانوا يطلبون مني ذلك. لكن بعد مرور عامين أو ثلاثة من عملي في مجال السينما، بدأت أستمتع به ثم أصبحت مهتمًا به للغاية. وما زلت كذلك؛ لأني لم أفهم حقيقةً في السابق كيف تسير الأمور. أنا أقصد، ماذا يعني التمثيل في الأفلام؟ لم أكن أفهم مطلقًا».
كان نويريه يمثل في الأساس شخصية الإنسان (Everyman) على الرغم من أنه لم يتردد في قبول الأدوار المثيرة للجدل، كما في فيلم La Grande Bouffe، وهو فيلم يحكي قصة انتحار عن طريق الإفراط في تناول الطعام، والذي تسبب في فضيحة في مهرجان كان عام 1973، وفي عام 1991 اختار أندريه تشنيه (André Téchiné) نويريه للقيام بدور في فيلم J'embrasse pas (أنا لا أُقبل)، وهي شخصية رجل كبير السن كئيب ومثلي الجنس مهووس بجسد شاب صغير. وفي عام 1987، قام نويريه في فيلم النظارات الذهبية المرتكز على رواية جورجيو باساني (Giorgio Bassani) التي تصف الحياة الاجتماعية الخانقة في فترة ما بعد الحرب بمدينة فيرارا بإيطاليا، بدور طبيب كبير ومحترم يُشتبه فيه تدريجيًا من أنه مثلي الجنس في الخفاء ويحمل عاطفةً تجاه شاب صغير جميل والذي لعب دوره الممثل (روبرت إيفريت (Rupert Everett)). نال نويريه أول جائزة سيزر لدوره في فيلم البندقية القديمة عام 1976، أما جائزته سيزر الثانية فاستلمها عام 1990 عن دوره في فيلم الحياة ولا شيء غير.
وقد ظهر نويريه في عددٍ من الأفلام التي أنتجتها هوليوود: وهي فيلم المخرج ألفريد هتشكوك (Alfred Hitchcock) (توباز)، وفيلم جورج كوكر (George Cukor) (جوستين)، وفيلم تيد كوتشيف (Ted Kotcheff) (من الذي يقتل الطهاة الكبار في أوروبا؟)، وفيلم بيتر ييتس (Peter Yates) (حرب مورفي) وفيلم أناتول ليتفاك (Anatole Litvak) (ليلة الجنرالات). ولكنه اشتهر أكثر بأدوار مثل ألفريدو في فيلم سينما بارديسو، وبابلو نيرودا (Pablo Neruda) في فيلم إل بوستينو (ساعي البريد)، والرائد ديلابلاني في فيلم المخرج بيرتراند تافاري (Bertrand Tavernier) الحياة ولا شيء غير.
عند وفاته بعد إصابته بمرض السرطان في باريس عام 2006، عن عمر يناهز السادسة والسبعين، كا قد تعدى رصيده الفني أكثر من مئة فيلم. فغالبًا ما كان يمزح مع من يجري معه مقابلات عن جدول أعماله الذي لا يتوقف تقريبًا، فقد أخبر جو ليدون (Joe Leydon) عام 1989: "لا يمكن أن تعلم أبدًا ما الذي سيؤدي إلى نجاح الفيلم. وفي العادة يكون الأمر مريحًا أن تعمل في فيلمٍ آخر بينما تقرأ ملاحظات رهيبة عن آخر فيلم لك. ربما تقول، "حسنًا، هذا مؤسف، لكني بالفعل منشغل في عملٍ آخر". فذلك يعينك على معيشتك. فكما ترى، إذا كنت تعمل في فيلم واحد فقط في العام، أو فيلم كل عام ونصف، فإنه بالأمر الصعب. لأنه عندما يبوء بالفشل، ماذا ستفعل حينها؟ ماذا ستصبح؟ ستكون في عداد الموتى.”

## الجوائز
- جائزة الأكاديمية البريطانية لفنون الفيلم والتلفزيون (BAFTA) لأفضل ممثل في دور رئيسي
  - 1990 - سينما باراديزو الجديدة
- جائزة سيزر لأفضل ممثل
  - 1976 - البندقية القديمة (Le Vieux Fusil)
  - 1990 - الحياة ولا شيء غير (La Vie et rien d'autre)

## فيلموغرافيا (قائمة أفلام) مختارة
| العام | عنوان العمل                                                                                    | الدور                                                        | مخرج العمل                                  |
| ----- | ---------------------------------------------------------------------------------------------- | ------------------------------------------------------------ | ------------------------------------------- |
| 1949  | جيجي                                                                                           | غير مُقدَر                                                     | جاكلين أودري (Jacqueline Audry)             |
| 1950  | أوليفيا                                                                                        | غير مُقدَر                                                     | جاكلين أودري (Jacqueline Audry)             |
| 1952  | وكالة زواج                                                                                     | غير مُقدَر                                                     | Jean-Paul Le Chanois                        |
| 1956  | La Pointe courte (aka النقطة القصيرة)                                                          | لوي                                                          | أنياس فاردا (Agnès Varda)                   |
| 1960  | Zazie dans le Métro                                                                            | العم غابرييل                                                 | لويس ماليه (Louis Malle)                    |
| 1961  | كابتن فركاس (Le Capitaine Fracasse)                                                            | هيرودس                                                       | بيار غاسبار-هوت (Pierre Gaspard-Huit)       |
| 1962  | Comme un poisson dans l'eau (aka مثل سمكة في الماء)                                            | لوسيان بارليمونت                                             | أندريه ميشال (André Michel)                 |
| 1962  | الجريمة لا تفيد (Le Crime ne paie pas)                                                         | كلوفيس هيوز                                                  | جيرار أوري (Gérard Oury)                    |
| 1962  | Thérèse Desqueyroux                                                                            | برنار ديسكوييروكس                                            | جورج فرانيو (Georges Franju)                |
| 1964  | Les Copains (aka الرفاق)                                                                       | بنين                                                         | إيف روبرت (Yves Robert)                     |
| 1965  | La Vie de château (aka حياة القلعة)                                                            | جيروم                                                        | جان بول رابينيه (Jean-Paul Rappeneau)       |
| 1966  | Tendre voyou                                                                                   | بيبي دومونسو                                                 | جان بيكر                                    |
| 1967  | Alexandre le bienheureux                                                                       | ألكسندر                                                      | إيف روبرت (Yves Robert)                     |
| 1967  | ليلة الجنرالات (Night of the Generals)                                                         | المفتش موراند (Inspector Morand)                             | أناتول ليتفاك (Anatole Litvak)              |
| 1969  | توباز                                                                                          | هنري جار (Henri Jarré)                                       | ألفريد هتشكوك (Alfred Hitchcock)            |
| 1969  | Clérambard                                                                                     | Hector de Clérambard                                         | إيف روبرت (Yves Robert)                     |
| 1969  | السيد فريدم (Mr. Freedom)                                                                      | Cameo appearance                                             | وليام كلاين (William Klein)                 |
| 1971  | حرب مورفي                                                                                      | لويس بريزون (Louis Brezon)                                   | بيتر ييتس (Peter Yates)                     |
| 1971  | La Mandarine                                                                                   | جورج                                                         | إدوار مولينارو (Édouard Molinaro)           |
| 1972  | العانس                                                                                         | غابرييل ماركاسوس (Gabriel Marcassus)                         | جان بيير بلان (Jean-Pierre Blanc)           |
| 1973  | La Grande Bouffe                                                                               | فيليب                                                        | ماركو فيريري (Marco Ferreri)                |
| 1974  | لا تلمس السيدة البيضاء! (Don't Touch the White Woman!)                                         | الجنرال تيري (General Terry)                                 | ماركو فيريري (Marco Ferreri)                |
| 1974  | الساعاتي (The Clockmaker)                                                                      | ميشيل ديسكومبيس (Michel Descombes)                           | بيرتراند تافاري (Bertrand Tavernier)        |
| 1975  | أصدقائي (Amici miei)                                                                           | جورجيو برزي (Giorgio Perozzi)                                | ماريو مونيتشيلي (Mario Monicelli)           |
| 1975  | البندقية القديمة                                                                               | جوليان داندو (Julien Dandieu)                                | روبرت إنريكو (Robert Enrico)                |
| 1975  | دع الفرح يسود ‏ (عنوان الفيلم بالإنجليزية: Let Joy Reign Supreme)                               | فيليب الثاني، دوق أورليان                                    | بيرتراند تافاري (Bertrand Tavernier)        |
| 1976  | Une Femme à sa Fenêtre (عنوان الفيلم بالإنجليزية: A Woman With Her Window (امرأة مع نافذتها) ) | راؤول مالفوسي                                                | بيير غرانيير-ديفير (Pierre Granier-Deferre) |
| 1976  | القاضي والقاتل                                                                                 | القاضي روسو                                                  | بيرتراند تافاري (Bertrand Tavernier)        |
| 1977  | التاكسي الأرجواني (The Purple Taxi)                                                            | فيليب ماركال                                                 | إيف بويسيت (Yves Boisset)                   |
| 1977  | Tendre Poulet                                                                                  | أنطوان لوميير                                                | فيليب دي بروكا (Philippe de Broca)          |
| 1978  | من الذي يقتل كبار الطهاة في أوروبا؟                                                            | مولينو (Moulineau)                                           | تيد كوتشيف (Ted Kotcheff)                   |
| 1978  | Le Témoin (aka الشاهد)                                                                         | روبرت موريسون                                                | جان-بيير مكي (Jean-Pierre Mocky)            |
| 1980  | Pile ou face                                                                                   | لويس باروني (Louis Baroni)                                   | روبرت إنريكو (Robert Enrico)                |
| 1980  | On a volé la cuisse de Jupiter                                                                 | أنطوان لوميير                                                | فيليب دي بروكا (Philippe de Broca)          |
| 1981  | Tre fratelli (aka الأخوة الثلاثة)                                                              | رافاييل جيورانا (Raffaele Giuranna)                          | فرانشيسكو روزي (Francesco Rosi)             |
| 1981  | انقلاب الفوطة ‏                                                                                 | لوسيان كوردير (Lucien Cordier)                               | بيرتراند تافاري (Bertrand Tavernier)        |
| 1982  | L'étoile du nord (aka نجم الشمال)                                                              | إدوارد بينيه (Edouard Binet)                                 | بيير غرانيير-ديفير (Pierre Granier-Deferre) |
| 1982  | جميع أصدقائي الجزء الثاني                                                                      | جورجيو برزي (Giorgio Perozzi)                                | ماريو مونيتشيلي (Mario Monicelli)           |
| 1984  | Les Ripoux (aka شريكي الجديد)                                                                  | رينيه بويسروند (René Boisrond)                               | كلود زيدي (Claude Zidi)                     |
| 1985  | L'Eté prochain (aka الصيف القادم)                                                              | إدوارد                                                       | نادين ترنتينيان(Nadine Trintignant)         |
| 1986  | Speriamo che sia femmina (aka دعنا نأمل أنها فتاة)                                             | كونت ليوناردو                                                | ماريو مونيتشيلي (Mario Monicelli)           |
| 1987  | Masques (aka أقنعة)                                                                            | كريستيان ليجاجنيور (Christian Legagneur)                     | كلود شابرول (Claude Chabrol)                |
| 1989  | عودة الفرسان                                                                                   | الكاردينال مازاران (جول مازاران أو جيوليو رايموندو مازارينو) | ريتشارد ليستر (Richard Lester)              |
| 1989  | Ripoux contre ripoux                                                                           | رينيه بويسروند (René Boisrond)                               | كلود زيدي (Claude Zidi)                     |
| 1989  | سينما باراديزو الجديدة                                                                         | ألفريدو                                                      | جيوزبي تورنتوري (Giuseppe Tornatore)        |
| 1989  | La Vie et Rien D'autre (aka الحياة ولا شيء غير)                                                | القائد ديلابلاني                                             | بيرتراند تافاري (Bertrand Tavernier)        |
| 1991  | J'embrasse pas (aka أنا لا أُقبل)                                                               | رومان                                                        | أندريه تيشني (André Téchiné)                |
| 1991  | أورانوس                                                                                        | واترين                                                       | كلود بيري (Claude Berri)                    |
| 1992  | التانغو                                                                                        | فرانسوا دي آمور (François d'Amour)                           | باتريس لوكونت (Patrice Leconte)             |
| 1994  | إل بوستينو (ساعي البريد)                                                                       | بابلو نيرودا                                                 | مايكل رادفورد (Michael Radford)             |
| 1994  | La Fille de d'Artagnan (aka انتقام الفرسان)                                                    | دارتانيان                                                    | بيرتراند تافاري (Bertrand Tavernier)        |
| 1994  | Grosse Fatigue                                                                                 | قام بدور نفسه                                                | ميشال بلان (Michel Blanc)                   |
| 1997  | Soleil (akaشمس)                                                                                | جوزيف ليفي (Joseph Lévy)                                     | روجيه هنين (Roger Hanin)                    |
| 1997  | Les Palmes de M. Schutz                                                                        | السيد شوتز                                                   | كلود بينتو (Claude Pinoteau)                |
| 1997  | Le Bossu (aka على الحرس)                                                                       | فيليب دو أورليان (Philippe d'Orléans)                        | فيليب دي بروكا (Philippe de Broca)          |
| 2002  | Les Côtelettes (aka القواطع)                                                                   | ليونس جريسون (Léonce Grison)                                 | برتراند بلير (Bertrand Blier)               |
| 2002  | Père et fils                                                                                   | ليو (Léo)                                                    | ميشيل بوجناح (Michel Boujenah)              |
| 2003  | Ripoux 3                                                                                       | رينيه بويسروند / جان مورزيني (René Boisrond / Jean Morzini)  | كلود زيدي (Claude Zidi)                     |
| 2007  | Trois amis                                                                                     | سيرانو (Serano)                                              | ميشيل بوجناح (Michel Boujenah)              |

## وصلات خارجية
- فيليب نويريه على موقع IMDb (الإنجليزية)
- فيليب نويريه على موقع روتن توميتوز (الإنجليزية)
- فيليب نويريه على موقع مونزينجر (الألمانية)
- فيليب نويريه على موقع ألو سيني (الفرنسية)
- فيليب نويريه على موقع ميوزك برينز (الإنجليزية)
- فيليب نويريه على موقع تيرنر كلاسيك موفيز (الإنجليزية)
- فيليب نويريه على موقع أول موفي (الإنجليزية)
- فيليب نويريه على موقع قاعدة بيانات برودواي على الإنترنت (الإنجليزية)
- فيليب نويريه على موقع قاعدة بيانات الأفلام السويدية (السويدية)
- فيليب نويريه على موقع إن إن دي بي (الإنجليزية)
- Guardian obituary
- Times obituary نسخة محفوظة 22 يونيو 2011 at Archive.is
- فيليب نويريه على موقع فايند أغريف